# Like Moths to Flames
Like Moths to Flames is een Amerikaanse metalcoreband afkomstig uit Columbus, Ohio.

## Biografie
De band werd opgericht in 2010 door Chris Roetter (Agraceful en Emarosa) en Aaron Evans (TerraFirma) nadat de bands waar zij in speelden uit elkaar gingen. Nadat zij  Zach Huston, Aaron Douglas en Jordan Matz gerekruteerd hadden (allen ook afkomstig van TerraFirma), brachten ze datzelfde jaar nog hun eerste ep, Sweet Talker, uit, via Rise Records. Ter promotie toerde ze vervolgens met de A Metal Christmas naast de bands Texas in July en A Hero A Fake door de Verenigde Staten. Matz was toen al vervangen door 
Lance Greenfield.
Na begin 2011 extensief te toeren verliet ook Douglas de band; hij werd vervangen door Eli Ford. Op 8 november 2011 bracht de band haar debuutalbum, When We Don't Exist, uit. Begin 2012 toerde de bands als voorprogramma van Destroy Rebuild Until God Shows tijdens hun S.I.N. Tour, waarna ze in de daaropvolgende maanden ook nog het podium deelden met Texas in July en Hundredth.
Begin 2013 was de band het hoofdoptreden van de Rise Records Tour, die door Noord-Amerika voerde. Onder andere Crown the Empire, the Color Morale en Palisades verzorgden het voorprogramma. De band nam vervolgens hun tweede album op met producer Will Putney in zijn studio in Hoboken. An Eye for an Eye verscheen uiteindelijk op 9 juli 2013, waarna de band die zomer ter promotie onderdeel was van de Vans Warped Tour.
Op 23 oktober 2015 bracht de band  The Dying Things We Live For uit, het derde studioalbum van de band, waarna een vierde release op 3 november 2019, Dark Divine getiteld, volgde. De video van Nowhere Left to Sink, de eerste single van het album, werd exclusief via Alternative Press gedeeld. Even na de release van Dark Divine verscheen een gelijk getitelde ep, met akoestische  versies van de nummers op het album.
In mei 2019 werd bekendgemaakt dat de band Rise Records had verlaten. Op 17 september tekende de band een contract bij UNFD, waar ze een maand later gelijk de ep Where the Light Refuses to Go uitbrachten.

## Personele bezetting
| Huidige leden - Chris Roetter – leidende vocalen (2010–heden) - Aaron Evans – bas, achtergrondvocalen (2010–heden) - Jeremy Smith – gitaar (2015–heden) - Zach Pishney – slaggitaar (2016–heden) | Voormalige leden - Aaron Douglas – bas, achtergrondvocalen (2010–2011) - Jordan Matz – drums (2010) - Lance Greenfield – drums (2010–2012) - Kevin Rutherford – drums (2012) - Greg Diamond – drums (2012–2019) - Zach Huston – slaggitaar (2010–2014) - Eli Ford – leidende gitaar (2011–2015); slaggitaar (2014–2015) |

Tijdlijn

## Discografie
Studioalbums
- When We Don't Exist (2011)
- An Eye for an Eye (2013)
- The Dying Things We Live For (2015)
- Dark Divine (2017)

Ep's
- Sweet Talker (2010)
- The Dream Is Dead (2015)
- Dark Divine Reimagined (2018)
- Where the Light Refuses to Go (2019)